# Глинець
Гли́нець — село в Україні, у Яворівському районі Львівської області. До 1949 р. село носило назву Ляшки. Населення становить 211 осіб. Орган місцевого самоврядування — Яворівська міська рада. 
Іноді місцеві жителі вживають назву Ляшки або Лєшки. Перша згадка — 1460 рік.

## Храм Різдва Пресвятої Богородиці
Перші відомості про православну церкву в селі датуються 1507 роком. Друга дерев'яна церква, спільна для цього села і села Новосілки, була збудована, ймовірно, у XVII-XVIII ст, бо в документах 1808 року зазначена як стара.
Сьогодні тут діє громада ПЦУ. Настоятель (з 1986 р.) митр. прот. Михайло Цебенко.

## Галерея

Вигляд на церкву (2009)
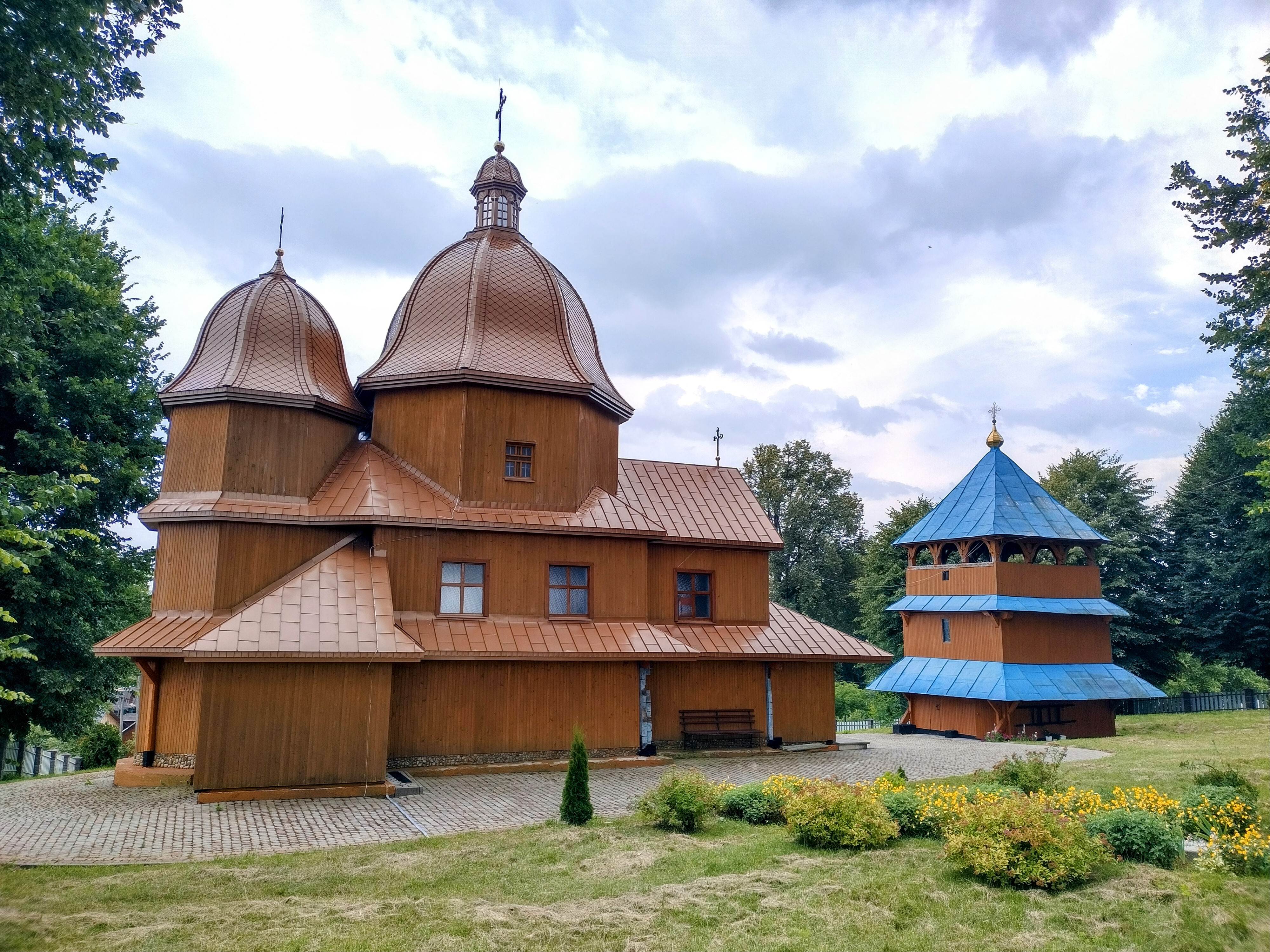
Панорамний вигляд на церкву (2023)
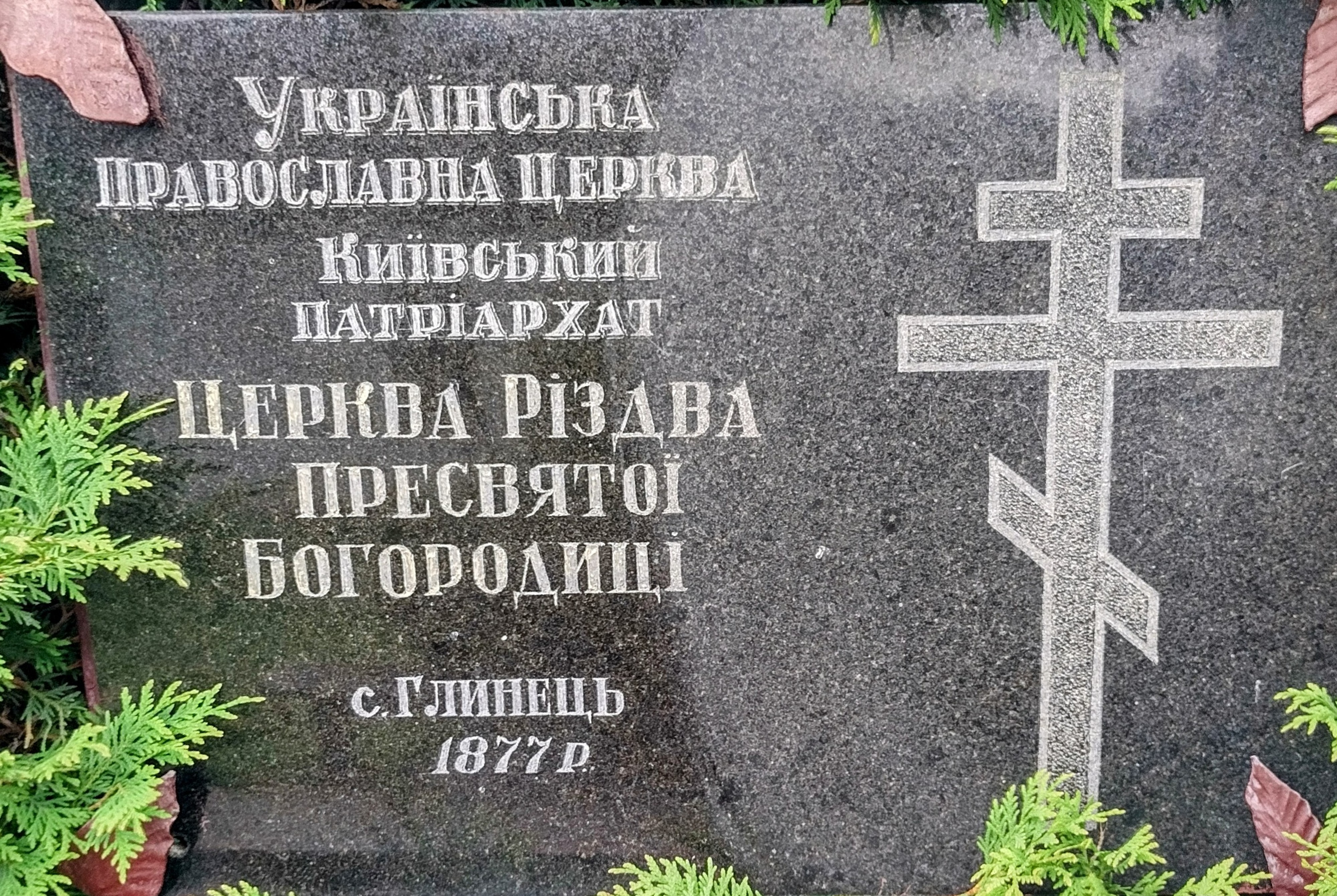
Пам'ятна таблиця біля церкви
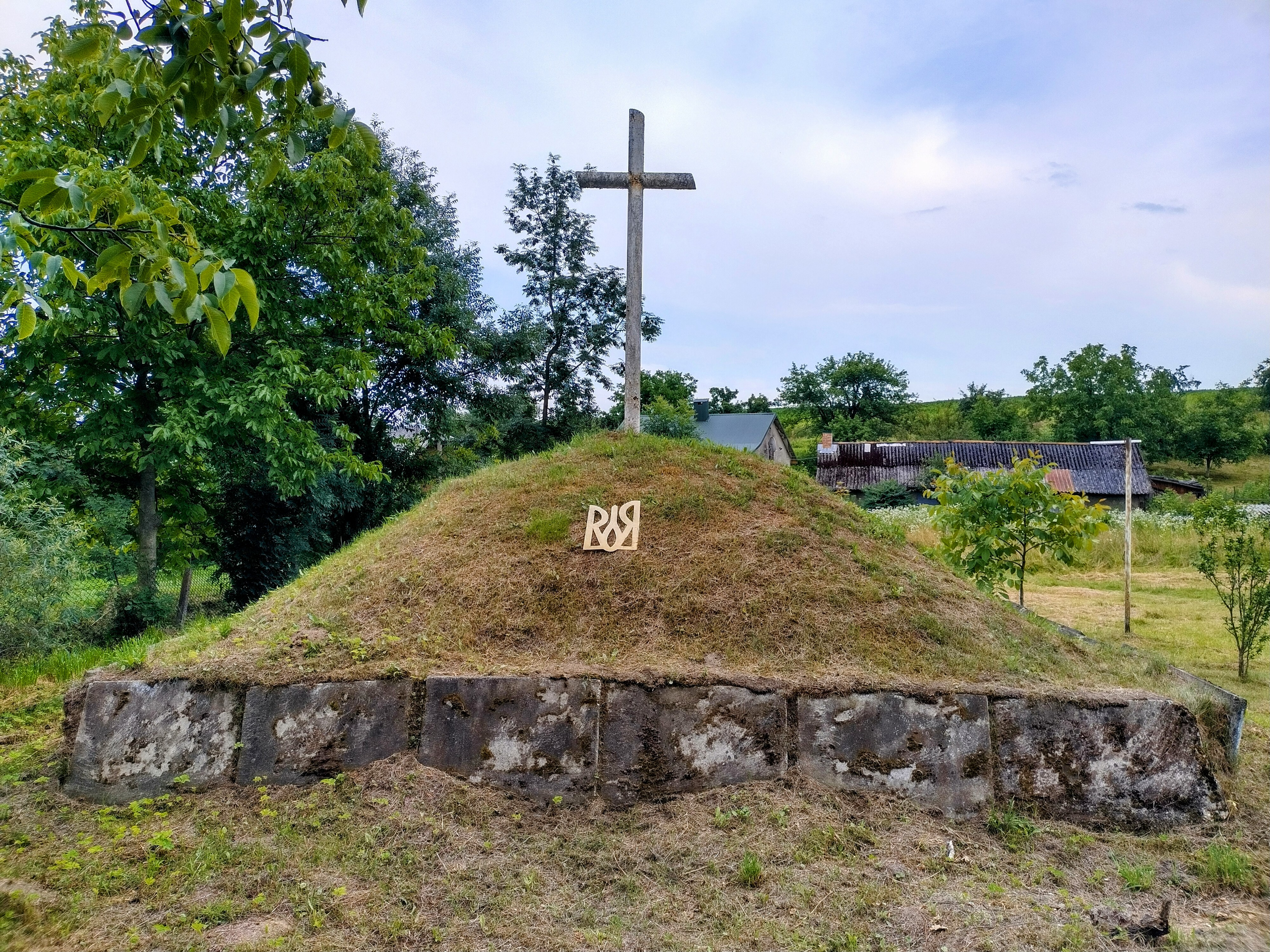
Меморіал "Борцям за волю України"